# Out of Love
«Out of Love» es una canción por la banda de rock Toto para su disco Past to Present, fue escrita por Steve Lukather y Jean-Michel Byron,la canción tuvo poco éxito en los EE. UU. pero tuvo gran aceptación en varios países de Europa siendo así un éxito de Toto.

## Versión acústica
La canción fue tocada en una versión acústica en varios conciertos de 1999 y fue cantada por Steve Lukather, lanzada en su disco en vivo Livefields de 1999.

## Pistas

### 7" single
- Out of Love (5:54)
- Moodido (The Match) (4:24)

### 12" single/CD Maxi Single
- Out of Love (5:54)
- Moodido (The Match) (4:24)
- I'll Supply the Love (3:46)

## Personal
- Jean-Michel Byron-Voz
- Steve Lukather-Guitarra,Piano
- David Paich-Teclados
- Mike Porcaro-Bajo
- Jeff Porcaro-Batería
- Tower of Power-Coros
- James Guthrie y Toto-Productores

- Datos: Q2888005